# Лисовская, Эвелина
Эвели́на Мони́ка Лисо́вская (пол. Ewelina Monika Lisowska; ранее также известная, как Evelynn; род. 23 августа 1991) — польская певица, композитор и автор текстов. Популярность ей принесли такие хиты, как «Nieodporny rozum» и «W stronę słońca».

## Биография

### Детство и образование
Эвелина — старшая из четырёх детей в семье (брат — Кшиштоф, сёстры Александра и Алисия). Отец — работник сельского хозяйства, мать — учительница в начальной школе. Окончила музыкальную школу во Вроцлаве по классу «классическая гитара».

### Карьера

#### 2007—2011: Начало карьеры и «X Factor»
В 2007 году стала вокалисткой постхардкор-группы Nurth, в котором выступала под псевдонимом Evelynn. Помимо обычного вокала она исполняла песни и гроулингом.
В 2011 году участвовала в шоу «Mam talent!» телеканала TVN. Год спустя вышла в полуфинал аналогичной телеперадачи «X Factor», транслируемой на том же канале. По итогам Лисовская подписала контракт с лейблом HQT Music Group.

#### 2012—2013: «Aero-Plan»
Дебютный мини-альбом под названием «Ewelina Lisowska» вышел 7 августа 2012 года. Он содержал песню «Nieodporny rozum», на которую был снят видеоклип режиссёром Дариушем Шермановичем. Эта композиция заняла 1-е место в рейтинге AirPlay, 6-е место в списке лучших песен 2012 года по версии Radio Zet, 7-е место по версии RMF FM и 3-е место по версии Radio Eska. 10 декабря 2012 года вышел очередной сингл — «W stronę słońca», набравший свыше 2-х миллионов просмотров на YouTube в течение недели и оказавшийся в числе наиболее популярных музыкальных клипов.
26 апреля 2013 года на станции Radio Eska состоялась премьера третьего сингла певицы — «Jutra nie będzie», который был включён в первый полноценный студийный альбом «Aero-Plan», вышедший 7 мая и занявший 10-е место в рейтинге OLiS. 8 июня 2013 года с песней «W stronę słońca» Лисовская выступила на концерте «Największe przeboje roku» на фестивале TOPtrendy 2013 в Сопоте. 15 июня того же года на 50-м фестивале KFPP в Ополье получила награду SuperJedynkę в категории SuperArtystka. 3 августа 2013 года на Eska Music Awards 2013 получила награды в категориях «Najlepszy hit» («W stronę słońca»), «Najlepszy debiut», а также «Najlepszy artysta w sieci». На следующий день она выступала на концерте перед Нелли Фуртадо. Концерт состоялся во время финала Регаты больших парусников в Щецине. С ней также выступала Эва Фарна.
В сентябре Эвелина была номинирована на награду MTV Europe Music Awards 2013 в категории «Najlepszy polski wykonawca». Также в 2013 году участвовала в дубляже мультфильма «Джастин и рыцари доблести» (премьера — 15 ноября 2013). Она написала песню «Na zawsze» для дебютного альбома «9893» певца Давида Квятковского (премьера — 19 ноября 2013 года).
В декабре 2013 года Google Zeitgeist опубликовал список наиболее частых запросов в польскоязычном Интернете. Эвелина Лисовская заняла 7-е место в категории «Najbardziej popularne osoby w 2013», 2-е место в категории «Najbardziej popularni polscy celebryci 2013». а также 2-е место в категории «Polska muzyka na topie 2013». В том же самом месяце песня «W stronę słońca» заняла 6-е место по итогам голосования слушателей радиостанции RMF FM.

#### 2014: «Nowe horyzonty» и участие в рекламе Media Expert
1 мая 2014 года во время концерта «Tu bije serce Europy», организованного телеканалом TVP1 в честь десятой годовщины вступления Польши в Европейский Союз, Эвелина Лисовская выпустила свою интерпретацию песни «Bailando» нидерландской певицы Loona.
26 мая 2014 года состоялась премьера нового сингла певицы — «We mgle». 6 июня она выступила на конкурсе «SuperPremiery» на 51-м фестивале KFPP в Ополе. 30 мая выступила на концерте «Królowie sieci» в первый день фестиваля TOPtrendy 2014 среди трёх артистов с наибольшим количеством проданных синглов в предыдущем году в Польше. Во время концерта удостоилась «Cyfrowej Piosenki Roku»; признанный ZPAV хит «W stronę słońca» занял 2-е место по количеству проданных синглов в электронном виде в 2013 году. 28 октября вышел второй студийный альбом — «Nowe horyzonty».

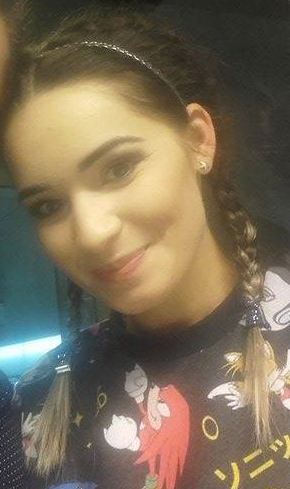
Эвелина Лисовская в 2016 году

В ноябре 2014 года певица снялась в рекламе Media Expert. В августе 2015 года подписала полугодовой контракт с фирмой Mattel на участие в рекламной кампании куклы «Barbie: rockowa księżniczka». В рамках контракта она снялась в ряде рекламных роликов и участвовала в жюри конкурса «Barbie. Głos ma siłę!».

#### 2015—2017: «Dancing with the Stars. Taniec z gwiazdami» и «Ponad wszystko»
С 11 сентября по 13 ноября 2015 года она участвовала в четвёртом сезоне шоу «Dancing with the Stars. Taniec z gwiazdami» на телеканале Polsat. Её танцевальным партнёром был Томаш Бараньский. Несмотря на высокие оценки жюри, 16 ноября в шестом эпизоде пара выбыла из программы, заняв 6-е место. 22 октября, за день перед выпуском седьмого эпизода шоу на канале Polsat заявили о возвращении пары на проект, после того, как одна из участниц, Анна Цесляк, получила травму ноги и приняла решение покинуть передачу. В конечном итоге пара вышла в финал, который состоялся 13 ноября и одержала победу, набрав 56 % голосов телезрителей, обойдя таким образом Лукаша Кадзевича и Агнешку Качоровскую.
В конце 2016 года выпустила сингл «Prosta sprawa», который вошёл в третий студийный альбом «Ponad wszystko», премьера которого состоялась 4 ноября того года. Остальными синглами были «Zrób to!» и «Niebo/Piekło».
5 июня 2017 года представила видеоклип на песню «W sercu miasta», которая должна войти в её четвёртый студийный альбом.

## Дискография

### Студийные альбомы
| Год  | Название                                                                | Наивысшая позиция в чартах | Сертификат         | Кол-во проданных экз. |
| Год  | Название                                                                | POL                        | Сертификат         | Кол-во проданных экз. |
| ---- | ----------------------------------------------------------------------- | -------------------------- | ------------------ | --------------------- |
| 2013 | Aero-Plan - Издан: 7 мая 2013 - Лейбл: HQT Music Group                  | 10                         | - POL: złota płyta | - POL: 15 000+        |
| 2014 | Nowe horyzonty - Издан: 28 октября 2014 - Лейбл: Universal Music Polska | 21                         | - POL: złota płyta | - POL: 15 000+        |
| 2016 | Ponad wszystko - Издан: 4 ноября 2016 - Лейбл: Universal Music Polska   | 44                         |                    |                       |

### EP
| Год  | Название                                                          |
| ---- | ----------------------------------------------------------------- |
| 2012 | Ewelina Lisowska - Издан: 7 августа 2012 - Лейбл: HQT Music Group |

### Синглы
| Год                       | Название                          | Наивысшая позиция в чартах | Наивысшая позиция в чартах | Наивысшая позиция в чартах | Наивысшая позиция в чартах | Наивысшая позиция в чартах | Наивысшая позиция в чартах | Наивысшая позиция в чартах | Наивысшая позиция в чартах | Сертификат                | Кол-во проданных экз. | Альбом                                |
| Год                       | Название                          | POL (airplay)              | POL (airplay nowości)      | POL (airplay TV)           | RMF                        | Eska                       | Maxxx                      | SLiP                       | WiR                        | Сертификат                | Кол-во проданных экз. | Альбом                                |
| ------------------------- | --------------------------------- | -------------------------- | -------------------------- | -------------------------- | -------------------------- | -------------------------- | -------------------------- | -------------------------- | -------------------------- | ------------------------- | --------------------- | ------------------------------------- |
| 2012                      | «Nieodporny rozum»                | 1                          | 2                          | 1                          | 1                          | 1                          | 2                          | 4                          | 1                          |                           |                       | Ewelina Lisowska                      |
| 2012                      | «W stronę słońca»                 | 1                          | 4                          | 1                          | 1                          | 1                          | 1                          | 1                          | 2                          |                           |                       | Aero-Plan                             |
| 2013                      | «Jutra nie będzie»                | -                          | 1                          | 2                          | 2                          | 2                          | 1                          | 21                         | 10                         |                           |                       | Aero-Plan                             |
| 2014                      | «We mgle»                         | -                          | 1                          | -                          | 5                          | 1                          | -                          | 13                         | 10                         |                           |                       | Nowe horyzonty                        |
| 2014                      | «Na obcy ląd»                     | 18                         | 4                          | 4                          | 3                          | 2                          | -                          | 27                         | -                          |                           |                       | Nowe horyzonty                        |
| 2014                      | «Nowe horyzonty»                  | -                          | 1                          | -                          | -                          | -                          | -                          | 18                         | -                          |                           |                       | Nowe horyzonty                        |
| 2015                      | «Zatrzymaj się»                   | 20                         | 3                          | -                          | 7                          | -                          | -                          | 34                         | -                          |                           |                       | Ponad wszystko                        |
| 2016                      | «Prosta sprawa»                   | 10                         | 1                          | -                          | 1                          | 7                          | 2                          | 28                         | -                          | - POL: 2× platynowa płyta | - POL: 40 000+        | Ponad wszystko                        |
| 2016                      | «Zrób to!»                        | -                          | -                          | -                          | -                          | 4                          | -                          | 32                         | -                          |                           |                       | Ponad wszystko                        |
| 2017                      | «Niebo / Piekło (Jaro Remix)»     | -                          | -                          | -                          | -                          | -                          | -                          | 47                         | -                          |                           |                       | Ponad wszystko                        |
| 2017                      | «W sercu miasta»                  | -                          | -                          | -                          | -                          | -                          | -                          | 39                         | -                          |                           |                       | Cztery                                |
| 2018                      | «T-shirt»                         | 21                         | 2                          | -                          | 7                          | -                          | -                          | 24                         | 10                         |                           |                       | Cztery                                |
| 2018                      | «Tylko mój»                       | -                          | -                          | -                          | -                          | -                          | -                          | -                          | -                          |                           |                       | Książę Czaruś (ścieżka dźwiękowa)     |
| 2020                      | «Nie mogę zapomnieć»              |                            |                            |                            |                            |                            |                            |                            |                            |                           |                       | -                                     |
| 2020                      | «MORE»                            |                            |                            |                            |                            |                            |                            |                            |                            |                           |                       | League of Legends (ścieżka dźwiękowa) |
| -                         | «Kwarantanna» (plan) (oraz: Kaen) |                            |                            |                            |                            |                            |                            |                            |                            |                           |                       | Jason                                 |
| «-» сингл не был отмечен. |                                   |                            |                            |                            |                            |                            |                            |                            |                            |                           |                       |                                       |

## Награды и номинации
| Год  | Конкурс                           | Категория                                            | Результат |
| ---- | --------------------------------- | ---------------------------------------------------- | --------- |
| 2012 | Najlepsi 2012 — Plebiscyt Onet.pl | Песня года — Polska («Nieodporny rozum»)             | 8-е место |
| 2013 | Bravoora                          | Хит года («Nieodporny rozum»)                        | Номинация |
| 2013 | Bravoora                          | Вокалистка года                                      | Номинация |
| 2013 | SuperJedynki                      | SuperArtystka                                        | Победа    |
| 2013 | SuperJedynki                      | SuperPrzebój («Nieodporny rozum»)                    | Номинация |
| 2013 | TOPtrendy 2013                    | Największe przeboje roku («W stronę słońca»)         | Номинация |
| 2013 | Eska Music Awards 2013            | Лучшая ипсполнительница                              | Номинация |
| 2013 | Eska Music Awards 2013            | Лучший хит («W stronę słońca»)                       | Победа    |
| 2013 | Eska Music Awards 2013            | Лучший дебют                                         | Победа    |
| 2013 | Eska Music Awards 2013            | Eska TV Award — Лучший видеоклип («W stronę słońca») | Номинация |
| 2013 | Eska Music Awards 2013            | eskaGO Award — Лучшая исполнительница в сети         | Победа    |
| 2013 | Eska Music Awards 2013            | Лучший альбом (Aero-Plan)                            | Номинация |
| 2013 | MTV Europe Music Awards 2013      | Najlepszy polski wykonawca                           | Номинация |
| 2013 | Róże Gali 2013                    | Лучший дебют                                         | Номинация |
| 2014 | TOPtrendy 2014                    | Cyfrowa Piosenka Roku («W stronę słońca»)            | 2-е место |
| 2014 | 51. KFPP w Opolu                  | Лучший дебют («We mgle»)                             | Номинация |
| 2014 | 51. KFPP w Opolu                  | SuperPremiera Onetu («We mgle»)                      | Победа    |
| 2014 | Eska Music Awards 2014            | Лучшая исполнительница                               | Номинация |
| 2014 | Polsat Sopot Festival             | Słowik Publiczności («W stronę słońca»)              | Номинация |
| 2014 | MTV Europe Music Awards 2014      | Najlepszy polski wykonawca                           | Номинация |
| 2015 | Eska Music Awards 2015            | Лучшая исполнительница                               | Номинация |